# Arday Attila
Arday Attila, született: Hervey Here Atilla (Tata, 1861. március 4. – Fiume, 1902. május 13.) színész. 

## Családja
Szülei Arday János és Ardayné Hervei Ida (Hervey Here Ida), testvérei Arday Árpád és Arday Ida színészek voltak.

## Pályafutása
Törvénytelen gyermekként született, 1861. április 14-én keresztelték Tatán. 1866-ban gyerekként lépett színpadra szerepelt édesanyjával, Hervei Idával Hubay Gusztáv társulatában. Epizodista volt, játszott Szegedi Mihály társulatánál is mint karénekes. Jól ismerték nevét a vidéki színigazgatók is.

## Fontosabb szerepei
- Du Rosay (Victorien Sardou: Ferréol)

## Működési adatai
1868: Erdélyi-Szigeti Imre; 1870: Follinus János; 1878: Szegedy Mihály; 1879: Gerő Jakab; 1879–1881: Völgyi György; 1881: Tóth Béla; 1883: Mosonyi Károly; 1884–88: Jakab Lajos; 1889: Valentin Lajos; 1890: Egri János; 1891–97: Halmai Imre; 1893–95: Tiszay Dezső; 1897: Deák Péter; 1899: Somogyi Károly; 1900: Deák Péter.